# Figarova ženidba
Figarova ženidba (итал. Le nozze di Figaro, K. 492) je opera bufa (komična opera) iz četiri čina koju je, 1786. godine, komponovao Volfgang Amadeus Mocart. Italijanski libreto napisao je Lorenco Da Ponte. Premijera opere je bila 1. maja 1786. godine u bečkom Burgteatru. Uvod u operu napisan je na osnovu scenske komedije La folle journée, ou le Mariage de Figaro („Loš dan, ili Figarova ženidba“) francuskog polimata Pjer-Ogisten Karon de Bomaršea, koja je premijerno prikazana 1784. godine. Opera prati priču sluga Figara i Suzane i njihovoj nameri da se venčaju, nasuprot pokušajima grofa Almaviva koji je želeo da pridobije Suzanu.
Figarova ženidba je opera koja se u mnogim pozorištima i operama nalazi na repertoaru. Prema podacima sajta Operabase, Figarova ženidba se nalazi na spisku deset najizvođenijih opera.

## Istorija kompozicije
Bomaršov pozorišni komad Seviljski berberin (фр. Le Barbier de Séville ou la Précaution inutile) uveliko je uživao veliku popularnost i adaptaciju u Paizjelove istoimene opere. Bomaršova Figarova ženidba iz prva je bila zabranjena u Beču. Car Jozef II Habzburški je izjavio da, pošto delo sadrži mnoge sporne delove, očekuje da ono bude ili u potpunosti zabranjeno ili cenzurisano do te mere da bude prihvatljivo. Ubrzo su bečki cenzori zabranili izvođenje nemačke verzije Figarove ženidbe.  Nakon što je Mocart komponovao operu bufo, njegov libretista uspeo je da dobije službenu dozvolu od cara za izvođenje ove opere koja je na kraju postigla veliki uspeh.
Figarova ženidba je bila prva od tri kolaboracija Mocarta i Da Pontea. Njih dvojica su kasnije sarađivali na operama Don Đovani i Tako čine sve. Upravo je Mocart bio taj koji je odabrao Bomaršovu dramu i odneo je Da Ponteu da je pretvori u libreto. Da Ponte je imao tačno šest nedelja da na poetički italijanski jezik preradi delo i iz njega ukloni sva politička aludiranja. Najviše izmene pretrpeo je Figarov klimaktični govor o nasleđivanju plemićkih titula i ženskom neverstvu. Po završetku libreta, Mocart je prvo zatražio recenziju i odobrenje od cara, pa je potom počeo komponovanje muzike.
Italijanska opera platila je Mocartu 450 fiorina za njegovo delo, što je bilo jednako trogodišnjim platama koje je na početku svoga rada primao kao dvorski muzičar u Salzburgu. Lorenco Da Ponte je za svoj rad dobio 200 fiorina.

## Istorija izvođenja
Figarova ženidba je premijerno odigrana u bečkom Burhteatru 1. maja 1786 godine. U originalnoj postavi, između ostalih, bili su Stefano Mandini, Luisa Leši, Nensi Storate, Frnčesko Benuci i Dorotea Busani. Tokom prve dve izvedbe, Mocart je lično dirigovao, što se smatralo uobičajenim za to vreme. Kasnije izvođenja vodio je Džozef Vajgl.Tokom te godine, Figarova ženidba je reprizirana osam puta. 
Iako devet prikazivanje Figarove ženidbe nije nimalo slično uspeh kao što će kasnije imati Mocartova Čarobna frula, koja se mesecima gotovo svaki drugi dan prikazivala, smatra se da je Figaro dobro prihvaćen. Aplauz na premijeri rezultirao je ponovno izvođenje čak pet arija, a tokom prve reprize 8. maja, čak sedam. To je rezultiralo da opera traje i duplo duže od predviđanog vremena. Zbog toga je Car Jozef II, uz pomoć grofa Rozenberga doneo uredbu kojom se ograničava broj ponavljanja arija u operi i zabranjuje bezbrojno repriziranje u toku jednog izvođenja. Ovo obaveštenje moralo je da stoji na svakoj budućoj operi. 
Već pri trećoj izvedbi Figarove ženidbe, Burgteatar je postavio ovo obaveštenje. Ovoj reprizi prisustvovao je i novinar Viner Realzeitung koji se 11. jula 1786. godine objavio svoju kritiku. On je zapazio da je ushićenost publike bila manja nego u ranijim izvedbama ali je dao mogućnost da je to zbog Jozefove naredbe. Napisao je da u Mocartovi poznavaoci bili ushićeni već na premijeri ali da je bilo i onih koji su aplaudirali i zviždali samo da bi bili primećeni, nevezano što nisu razumeli operu. Međutim, činjenica da interesovanje za reprizama ne jenjava i da je Figaro dobro prihvaćen, govori da je reč o Mocartovom remek-delu koji sadrži toliko lepote i bogatstva tonova koje može da napiše samo pravi genije, zaključio je Viner. Mađarski pesnik Frenc Kazinci prisustvovao je majskom izvođenju Figarove ženidbe. On je kasnije izjavio da ga je glasom i izgledom očarala operska pevačica Nensi Storate, a da je Mocartovo sviranje fortepijana bilo nešto toliko lepo da se ne može opisati. Svoje pohvale dao je i visoko cenjeni operski kompozitor Jozef Hajdan.

## Ostala izvođenja
Car Jozef II Habzburški zatražio je posebno izvođenje Figarove ženidbe u svom dvorskom kompleksu u Laksenburgu. Za dvorane i posebne goste opera je izvedena juna 1786 godine.
Tokom decembra iste godine, praška kompanija Pasquale Bondini producirala je operu za tamošnju publiku, najavljujući je kao remek-delo. Prikazivanje u Pragu imalo je ogroman uspeh a tamošnji magazin koji se bavi kritikama opera napisao je da ni jedna opera nikada nije izazvala ovoliku senzaciju. Lokalni ljubitelji Mocartove muzike uspeli su da angažuju dolazak Mocarta koji je u drugoj januarskoj reprizi i sam dirigovao Figarovom ženidbom. Uspeh praške izvedbe dovelo je do nastavka saradnje Mocarta i Da Pontea, koji su upravo u Pragu premijerno izveli Don Žuana 1787. godine. 
Tokom 1787. i 1788. godine u Beču nije bilo izvođenja Figarove ženidbe, ali je već tokom naredne došlo do oživljavanja opere. Mocart je za ovu priliku obe Suzanine arije zamenio novim kompozicijama koje su bolje odgovarale glasu Andriane Ferarse del Bene, koja je preuzela njenu ulogu. Za zamenu "Deh vieni" napisao je "Al desio di chi t'adora", a da bi zamenio "Venite, inginocchiatevi" napisao je "Un moto di gioia" – "A joyous emotion". Opera je predstavljena i londonskoj publici na premijeri u Koven Garden teatru. 

## Uloge
U kritičkom izdanju Mocartovih dela Wolfgang Amadeus Mozart. Neue Ausgabe sämtlicher Werke, koji se razlikuje od savremene prakse, navedena je sledeća postavka glasova.
| Uloga                      | Vrsta glasa                    | Premijera, 1. maja 1786a (Dirigent: V. A. Mocart) |
| -------------------------- | ------------------------------ | ------------------------------------------------- |
| Grof Almaviva              | bariton                        | Stefano Mandini                                   |
| Grofica Almaviva (Rosina)  | sopran                         | Luisa Leši                                        |
| Suzana, grofičina sobarica | sopran                         | Nensi Storate                                     |
| Figaro, grofov sobar       | bas                            | Frnčesko Benuci                                   |
| Kerubin, dvorski pažv      | sopran (preobučena u muškarca) | Dorotea Busani                                    |
| Marčelina                  | sopran                         | Maria Mandini                                     |
| Dr Bartolo                 | bas                            | Frnčesko Benuci                                   |
| Bazilio, učitelj muzike    | tenor                          | Majkl Keli                                        |
| Don Kurcio, sudija         | tenor                          | Majkl Keli                                        |
| Barbarina, Antoniova ćerka | sopran                         | Ana Gotlib                                        |
| Antonio, vrtlar            | bas                            | Frnčesko Benuci                                   |
| Hor seljana i sluga        |                                |                                                   |

## Sinopsis
Figarova ženidba nastavlja zaplet pozorišnog komada Seviljski berberin, i nekoliko godina kasnije  prepričava jedan dan ludila u palati grofa Almaviva nadomak Sevilje u Španiji. Rosina je postala grofica a Doktor Bartolo kuje osvetnički plan protiv Figara zbog sprečavanje ženidbe sa Rosinom. Grofu od romantičnog mladića postaje beskrupulozni zavodnik i udvara se grofičinoj sobarici koja je postala Figarova verenica. Grof nastaje u nameri da dobije pravo prve bračne noći koje bi mu obezbedilo da spava sa nevestom kako bi pridobio Suzanu i želji da Figara oženi sa Marčelinom. Grofica, Figaro i Suzana razotkrivaju grofove planove i pokušavaju da spreče Figarovu ženidbu sa Marčelinom koja je od njega toliko starije da može da mu bude majka. Na kraju će se ispostaviti da je Figaro njen vanbračni sin. 
Cela opera dešava se na imanju grofa Almaviva, udaljenom tri lige od Sevilje. 

### Uvertira
Uvertira Figarove ženidbe napisana je u D-duru. Njena popularnost toliko je velika da se često izvodi kao zasebno delo u okviru koncertnih izvedbi.

### Prvi čin
Delimično nameštena soba Figara i Suzane sa stolicom u sredini.
Ushićeni Figaro premerava sobu kako bi pronašao najbolji položaj za bračni krevet dok Suzana isprobava svadbeni šešir ispred ogledala. Kako bi bio u skladu sa njenim poslom, šešir više podseća na kape za poslugu, ukrašena cvećem. (Izvode duet: "Cinque, dieci, venti" – "Pet, deset, dvadeset"). Figaro je prilično srećan zbog nove sobe u palati dok je Suzana nevoljna (Izvode duetino: "Se a caso madama la notte ti chiama" – "Ako vas grofica pozove preko noći"). Suzani smeta blizina sobe Grofa Almaviva i njegove želje da iskoristi feudalno pravo po kojem grof može da spava sa nevesto tokom njene prve bračne noći pre mladoženje. Grof je to pravo ukinuo kada se oženio Rosinom ali sada želi ponovo da ga uspostavi. Grofica poziva Suzanu i ona žuri da je usluži dok Figaro, uveren u svoju snalažljivost, rešava da nadmaši grofa (Kavatina: "Se vuol ballare signor contino" – "Ukoliko želite da plešete, gospodine grofe")
Figaro odlazi a doktor Bartolo stiže sa Marčelinom od koje je Figaro pozajmio veliku svotu novca uz obećanje da ako ga ne vrati na vreme, da će da se oženi njome. Bartolo i Marčelina prave zaveru protiv Figara i odlučuju da ga tuže jer joj nije vratio novac niti je oženio. Bartolo koristi priliku da se osveti Figaru jer je pripomogao venčanju grofa i Roksande u koju je bio zaljubljen. Zbog toga pristaje da zastupa Marčelinu pro bono i u komičnom govoru obećava joj da može da pobedi zbog nje (arija: "La vendetta" – "Osveta").
Bartolo odlazi a Suzana se vraća i sa Marčelinom vrlo uljudno razmenjuju sarkastične uvrede (duet: "Via resti servita, madama brillante" – "Posle tebe, brilijantna mlado"). Suzana trijumfuje u razmeni i čestita svojoj rivalki da impresivnim godinama. To će razljutiti Marčelinu, koja je mnogo starija od nje i naterati je da ljutito ode.
Kada Suzana ostaje sama, u sobu ulazi Kurbin, mladi paž koji je dobio otkaz jer ga je grof uhvatio da se udvara vrtlarevoj kćeri Barbarini. On traži od Suzane pomoć da omekša grofov stav i vrati ga na posao. U trenutku razgovora, Kerbun spazi traku koja pripada grofici i krišom je uzima. (arija: "Non so più cosa son" – "Ne znam više ko sam"). Grof iznenada ulazi u Suzaninu sobu a Kerbun, ne želeći da bude viđen, sakriva se iza stolice. Grof koristi priliku, misleći da je Suzana sama i nudi joj benefite u zamenu za njenu ljubav. Ne želeći da ga Basilio uhvati nasamo sa Suzanom, grof se skriva iza stolice gde je do malo pre bio Kerbun, koji je u poslednji čas pobegao i seo u stolicu, gde ga Suzana prekriva haljinom. 
Nastavnik muzike počinje tračarenje o Kerbinu i njegovoj  očiglednoj naklonjenosti prema Rosini. Grof, besno iskače iz svog skrovišta. (terzetto: "Cosa sento!" – "Šta je to čujem!"). pokušavši da skrene s teme priča kako je uhvatio učitelja i Barbarinu da se dodiruju za trpezarijskim stolom. Opisujući tu scenu podiže haljinu sa stolice u kojoj se krije Kerubino. U momentu grof se prisetio da je Kerbin čuo njegovo udvaranje Suzani. Zbog želje da sve zataška pred groficom, grof ublažava svoje pretnje pažu ali njegovo izlaganje prekida pesma koja dopire spolja. Naime, lukavi Figaro dosetio se da organizuje proslavu u čast grofovog odricanja od feudalnog Zakona o prvoj bračnoj noći, kako bio osujetio njegov plan da ga ponovo uspostavi. Grof prelazi preko Figarove podvale i oprašta Kerubinu uz obavezu da mora da postane oficir u njegovoj vojsci u Sevilji, gde ga čeka život bez luksuza, čistoće i žena. (arija: "Non più andrai" – "Nema više ševrdanja")

### Drugi čin
Lepo uređena soba u palati, garderoba sa leve strane, u pozadini vrata koja vode do prostorije sa slugama i prozori sa strane.
Grofica tuguje zbog grofovog neverstva. (aria: "Porgi, amor, qualche ristoro" – "Velika, ljubav, malo komfora"). Suzana dolazi kod grofice da joj pomogne u dnevnom sređivanju. Ona odgovara na grofičino pitanje da grof ne pokušava da je zavede već joj nudi novac u zamenu za naklonost. Figaro dolazi sa planom da odvrati pažnju grofa poturajući lažna pisma koji ga upozoravaju na preljubu. Već je poslao jedno pismo u kojem upozorava grofa da se grofica večeras sprema za zabavu. Nadajući se da će grof biti previše preokupiran rešavanjem misterije oko pisama, Figaro i Suzana planiraju tajno da se venčaju. Figaro dodatno savetuje groficu da nastavi druženje sa Kerubinom i da ga obuče u ženske haljine kako bi namamili grofa i uhvatili ga u preljubi. 
Figaro odlazi a kod grofice dolazi Karubin kako bi se oprostio pre odlaska u Sevilju. Suzana ga nagovara da otpeva pesmu koju je napisao za groficu (arija: "Voi che sapete che cosa è amor" – "Vi dame koje znate šta je ljubav, je li to od čega ja patim?"). Rosina uči Karibina kako da se ponaša u ženskoj odeći (Suzanina arija: "Venite, inginocchiatevi" – "Dođi, klekni preda mnom"). Grofica primećuje da na Karibinovom ukazu fali grofov pečat koji je neophodan da bi dokument bio validan. U tom momentu, u sobu ulazi grof Almaviva, ljut zbog anonimnog pisma. Grofica Almaviva uspeva da sakrije dvorskog paža u ormar. Grof čuje zvuke koje dopiru iz ormara i pokušava da ga otvori, ali on je zaključan. Grofica govori kako je to verovatno Suzana koja radi nešto oko venčanice. Suzana u tom momentu ulazi u sobu i čuvši o čemu je reč, uspeva neprimetno da se sakrije iza kauča (trio: "Susanna, or via, sortite" – "Suzana, izađi!"). Grof se obraća osobu u ormaru i govori joj da se predstavi glasom ali grofica naređuje da ćuti. Grof, ubeđen da se u ormaru ne krije Suzana nego neki ljubavnik, odlazi sa groficom po alat za obijanje, zaključavajući sobu za sobom kako ljubavnik ne bi pobegao. Suzana brzo menja mesto sa Karibinom a on iskače kroz prozor u baštu. Suzana u ormaru nestrpljivo čeka da nasamari grofa (duet: "Aprite, presto, aprite" – "Otvori vrata, brzo!").

Grof i grofica se vraćaju u sobu. Grofica, misleći da je otkrivena, priznaje da se u ormaru nalazi Kerubin. Ogorčeni grof vadi mač u nameru da ubije ljubavnika ali kada su se vrata otvorila, oboje su bili šokirani kada su videli da se tamo nalazi Suzana (finale: "Esci omai, garzon malnato" – "Izađi odatle, ti bolesno rođeni momče!"). Grof zahteva objašnjenje o čemu se ovde radi. Grofica na brzinu smisli priču da je zapravo htela da testira njegovo poverenje i da je u pitanju šala. Grof koji je uočio da je grofica ljubomorna i besna, moli je za oproštaj. Grof saznaje da je lažno pismo podmetnuo Figaro. U tom momentu Figaro dolazi s namerom da započne svadbenu ceremoniju. Ubrzo za njim dolazi i vrtlar Antonio koji saopštava da je neki muškarac iskočio iz ove sobe i krenuo da beži. Antonio govori kako misli da je video Kerubina ali Figaro preuzima krivicu na sebe i govori da je on upravo taj koji je skočio sa balkona i pretvara se da je pri tom skoku povredio nogu. 
Figaro, Suzana i grofica pokušavaju da diskredituju Antonije govoreći kako je on nepouzdan propali alkoholičar sklon maštanju. U toj priči Antonije vadi papir koji je ispao čoveku dok je bežao. Bila je to Kerubinova dokumentacija o vojnom imenovanju. Rosina se setila da na njoj fali pečat i brzo je to šapnula Figaru. Figar govori kako mu je Keribin dao dokument da ga donese na pečatiranje i da mu je verovatno usput  ispao. Figarova sreća je kratko trajala. Ubrzo dolaze Marčelina, Bartolo i Basilio, podizući optužnicu protiv figara i tražeći da ispoštuje doovor i oženi Marčelinu jer nije vratio novac u dogovornom roku. Grof srećno odlaže Figarovo venčanje dok se ne preispita optužnica. 

### Treći čin
Bogata dvorana sa dva prestola, pripremljena za ceremoniju venčanja.
Grof razmišlja o čudnim situacijama iz proteklog dana. Na nagovor grofice, Suzana dolazi kod grofa i moli ga da pomogne u sprečavanju Figarovog i Marčelininog venčanja nudeći u zamenu ispunjenje bilo koje ljubavne želje. Dogovaraju se da se kasnije sastanu u vrtu i o svemu porazgovaraju (duet: "Crudel! perchè finora" – "Okrutna devojko, zašto si me ostavila da čekam tako dugo."). Po Suzaninom odlasku, grof je čuo kada je ona šapnula Figaru da je rešila slučaj. Shvatajući da je opet nasamaren, odlučuje da prisili Figara da oženi daleko stariju Marčelinu. (recitacija i arija: "Hai già vinta la causa! ... Vedrò, mentr'io sospiro" – "Već ste pobedili u ovom slučaju!" ... "Da li ću, dok uzdahnem, videti").
Počinje Figarovo saslušanje i grof donosi presudu da Figaro mora oženiti Marčelinu. Figaro tvrdi da ne može da se oženi bez roditeljske dozvole i da tu dozvolu ne može dobiti jer ne zna ko su mu roditelji, te da je dete koje je ukradeno po rođenju. U nastavku rasprave otkriva se da je Figaro zapravo ukradeni vanbračni sin Marčeline i Bartola. Dolazi do dirljive scene između roditelja i sina. Suzana dolazi sa otkupom Figarovog duga i zatiče veselu scenu Marčeline i Vigara. Ne znajući pozadinu njihove sreće, veruje da je Figaro prihvatio Marčelinu i u besnoći udara šamar Figaru. Marčelina pokušava da objasni celu situaciju a Bartolo ushićen što je pronašao sina želi da se iste večeri oženi sa Marčelinom u dvostrukom venčanju (sikstet: "Riconosci in questo amplesso" – "Prepoznaj se u ovom zagrljaju"). 
U odlasku, Barbarina, Antonijeva kći, Poziva Kerubina u svoju kuću kako bi ga prerušila u ženu. Grofica sedi sama i razmišlja o gubitku sopstvene sreće (aria: "Dove sono i bei momenti" – "Gde su oni prelepi trenuci"). U međuvremenu Antonijo obaveštava grofa da Karubin nije otišao za Sevilju, već da se nalazi u njegovoj kući. 
Kerubin, prerušen u ženu, dolazi zajedno sa seljankama do grofičinog balkona i peva joj serenadu. Nailaze grof i Antonio koji prepoznaju Kerubina. Grof vrlo iznerviran pokušava da nađe način da kazni Kerubina ali ga Barbarina podseća na davno obećanje da će joj ispuniti svaku želju i da je došao momenat za to. Barbarina je zatražila dozvolu da se uda za Kerubina. Grof odobrava venčanje i daje dozvolu dvorskom pažu da ostane. 
Čin se završava dvostrukim venčanjem tokom kojeg Suzana krišom daje pismo grofu, koje je prethodno napisala u zaveri sa groficom, pozivajući ga da se kasnije sastanu u vrtu. Dok se zavesa spušta, dva novopečena bračna para se raduju. 

### Četvrti čin
Hodnik, vrt sa dva paviljona. Noć.
Prateći uputstva iz pisma, grof šalje poruku preko Barbarine, ali ona gubi papirić (arija: "L'ho perduta, me meschina" – "Izgubila sam ga, jadna ja"). Dok Barbarina traži poruku po hodniku, nailaze Marčelina i Figaro. On saznaje za Suzanino viđenje sa grofom i misleći da ga žena vara, smišlja plan da, sa svedocima, dođe u vrti u uhvati Suzanu u prevari. Figaro se žali majci i zaklinje se da će se osvetiti grofu i Suzani, kao i svim nevernim ženama. Marčelina ga savetuje da bude oprezan ali on ne želi da sasluša majku. Figaro odlazi a Marčelina odlučuje da upozori Suzanu o Figarovim namerama (arija: "Il capro e la capretta"). 
Obuzet ljubomorom, Figaro daje instrukcije  Bartoli i Baziliju da mu priteknu u pomoć na njegov znak. Bazilijo komentarije Figarovu nezrelost i smatra da je ceo ovaj plan glup i nepotreban. (arija: "In quegli anni" – "U tim godinama"), Figaros ostajeći sam razmišlja o ženskim neverstvima (recitacija i arija: "Tutto è disposto ... Aprite un po' quegli occhi" – "Sve je spremno ... Otvori te oči malo"). U vrtu stižu grofica i Suzana onučene u tuđu odeću. Za njima stiže i Marčelina koja ih je obavestila o Figarovim sumnjama i osvetničkom planu. Nakon što su razgovarale o detaljima plana, Marčelina i grofica odlaze, a Suzana ostaje zadirkujući Figara ljubavnim recitovanjem (arija: "Deh vieni, non-tardar" – "Oh dođi, nemoj kasniti"). Figaro, sakriven iza grmlja, postaje još ljubomorniji misleći da je Suzana posvetila pesmu grofu. 
Grofica dolazi u vrt obučena u Suzaninu haljinu. Za njom dolazi i Kerubino koji ne shvata da je to grofica. Počinje da joj se udvara i na taj način ugrožava čitav plan (finale: "Pian pianin le andrò più presso" – "Lako, lako ja ću njoj prići"). Na to nailazi grof i udara ga. Pošto je mrak i on promašuje Kerubina i udara Figara. Kerubin beži a grof misleći da je ostao nasamo sa Suzanom, nastavlja svoje udvaranje i poklanja joj prsten sa draguljem Njih dvoje odlaze a u međuvremenu dolazi Suzana prerušena u grofičinu haljinu. Figaro misleći da priča sa groficom, počinje da se žali na Suzanu ali je ubrzo prepoznaje. Figaro nastavlja da se poigrava sa Suzanom ne otkrivajući da zna da je ona prerušena u groficu. Suzani ubrzo počinje da smeta Figarovo udvaranje i udara ga više puta. Na kraju Figaro priznaje da je sve bila šala i da je prepoznao svoju suprugu arija ("Pace, pace, mio dolce tesoro" – "Mir, mir, moje slatko blago"). 
U međuvremenu, grof ne može da pronađe „Suzanu“ ali zato zatiče kako se Figaro udvara „njegovoj supruzi“. Grof Almaviva doziva narod u pomoć i traži oružje kako bi ubio Figara. Od svoje ideje odustaje tek kada Suzana i Rosina otkriju svoj pravi identitet. Videvši kome je zapravo poklonio prsten, grof mili svoju suprugu za oproštaj (arija: "Contessa perdono!" – "Grofice, oprosti mi!"). Grofica pokazuje svoju velikodušnost i oprašta grofu. Na kraju svu su srećni i zadovoljni ("Più docile io sono" – "Ja sam blažen"). 

## Instrumentacija
Figarova ženidba komponovana je za dve flaute, dve oboje, dva klarineta, dva fagota, dva roga, dve trube, timpani i gudače; recitative prati instrument klavijature, obično fortepiano ili čembalo, kojem se često pridružuju violončelo. Instrumentacija recitativa nije data u partituri, pa je na dirigentu i izvođačima da o njoj odlučuju. Uobičajena predstava obično traje oko 3 sata.

## Često izostavljeni delovi
U izvedbama Figarove ženidbe, često se izostavljaju dve ariije. Jedna u kojoj Marčelina žali što ljudi zloupotrebljavaju dobre ljude (arija "Il capro e la capretta"), i druga u kojoj don Basilijo prepričava svoje doživljaje u mladosti u kojima se često uspeo spasiti neprilika zahvaljujući domišljenosti da se kamuflira ili sakrije uz pomoć magareće kože (arija "In quegli anni").
Volfgang Amadeus Mocart napisao je dve zamene za Suzanine Arije kada je ulogu preuzela Adrijana Ferarse. Zamenjene arije, "Un moto di gioia" (zamenjuje "Venite, inginocchiatevi" drugom činu) i  "Al desio di chi t'adora" (zemnejuje "Deh vieni, non tardar" u trećem činu), u kojoj su dva klarineta zamenjena basehornama se najčešće ne izvode u modernim izvedbama. Zapaženi izuzetak je bila izvedba iz 1988. godine u Metropoliten operi sa Čečilijom Bartoli u ulozi služavke Suzane. 

## Kritičke diskusije
Lorenco Da Ponte napisao je predgovor o prvoj objavljenoj verziji libreta u kojoj je naveo da su Mocart i on stvorili novi oblik muzičke drame. Čarls Rosen je smatrao da se Da Ponteove reči trebaju shvatiti ozbiljno, napominjući bogatstvo ansambl koji akcije izvodi na mnogo dramatičniji i uzbudljiviji način. Rosen je takođe sugerisao i da je Mocart muziku klasičnog stila prilagodio drami i da mnogi odeljci opere podsećaju na sonate. Nemački kompozitor i pijanista Johanes Brams ijavio je da se divi svakoj ariji iz Figarove ženidbe. Po njegovom mišljenju, Mocart je muziku doveo do savršenstva i prevazišao je mnoge kompozitore, uključujući i Betovena.

## Ostala upotreba melodije
Muzičku frazu iz prvog čina Figarove ženidbe u kojoj Basilio peva Così fan tutte le belle (Tako čine sve ili škola za ljubavnike) Mocart je upotrebio u svojoj operi Tako čine sve. Mocart je takođe iskoristio i ariju Non più andrai (Nećeš više leteti) u drugom činu opere Don Žuan, koristeći je kao vojni marš. 
Franc List započeo je pisanje na koncertnoj parafrazi Fantasy on Themes from Mozart's Figaro and Don Giovanni, zasnovane na muzici Mocartovih opera. 
Godine 1819. Henri Bišop napisao je svoju adaptaciju opere na engleskom jeziku koristeći Bomaršov komad i deo Mocartove muzike uz dodatke svog autorskog dela. 
Američki kompozitor Džon Koriljano je u svojoj operi The Ghosts of Versailles iz 1991. godine koristio delove Mocartove muzike.

## Snimci
Figarova ženidba snimljena je najmanje 34 puta u izvedbi mnogobrojnih svetskih filharmonija i pozorišta. Mocartovo delo je ekranizovano tri puta.

## Dodatna literatura
- Gutman, Robert W. (2000). Mozart: A Cultural Biography. Harcourt Brace. ISBN 978-0-15-601171-6.[мртва веза]

## Spoljašnje veze
- Libreto, prvo izdanje, Presso Giuseppe Nob. de Kurzbek (Ritter Joseph Edler von Kurzböck), 1786 (it)
- Kompletni libreto
- Orkestarski sastav i kritika (de/it)
- Italijansko-engleski prevod opere
- Italijansko-engleski prevod opere
- Mozart's Opera Marriage of Figaro, containing the Italian text, with an English translation, and the Music of all of the Principal Airs, Ditson (1888)
- „Celokupni snimci”. Архивирано из оригинала 09. 09. 2018. г. Приступљено 10. 06. 2020. na „Mocartovom arhivu”. Архивирано из оригинала 14. 06. 2006. г. Приступљено 10. 06. 2020.
- „Fotografije izvedbi iz 21. veka century productions of The Marriage of Figaro”. Архивирано из оригинала 15. 03. 2012. г. Приступљено 10. 06. 2020. u Nemačkoj i Švajcarskoj (de)